# Marco Julio Vestino Ático

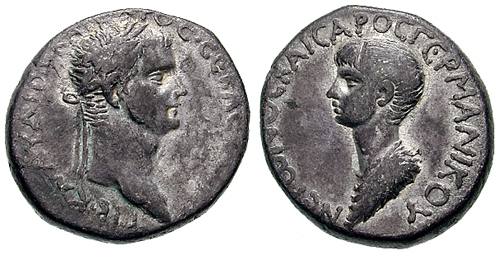
Nerón y Claudio, dos emperadores bajo los que vivió.

Marco Julio Vestino Ático (¿? - 65) fue un senador romano, cónsul en el año 65.

## Familia
Era hijo de Lucio Julio Vestino, caballero de la familia del emperador Claudio y prefecto de Egipto entre los años 60 y 62. Su familia provenía de Viena (actual Vienne, Francia), en la Galia Narbonense.

## Vida pública
Vestino fue pontífice en vida del emperador Claudio. Ya siendo emperador Nerón, de quien era amigo, en el año 65, fue nombrado cónsul, junto con Aulo Licinio Nerva Siliano.

## Muerte
Aunque parece que no participó en la conjura de Pisón, Nerón ordenó su muerte. Su padre le sobrevivió y el emperador Vespasiano, tras la guerra civil ordenó restituirle.